# Thomas Osborne, I duca di Leeds
Thomas Osborne, primo Duca di Leeds (York, 20 febbraio 1632 – Easton Neston, 26 luglio 1712), è stato un nobile e politico inglese.
Sotto il regno di Carlo II fu una figura preminente del governo per circa cinque anni a metà degli anni 1670. Cadde in sfavore per corruzione ed altri scandali sino a venire imprigionato nella Torre di Londra per cinque anni sino all'ascesa di Giacomo II d'Inghilterra nel 1685. Nel 1688 fu uno dei Sette Immortali che invitarono Guglielmo III, principe di Orange a deporre Giacomo II come monarca nel corso della Gloriosa Rivoluzione. Tornò quindi ad essere una figura trainante della politica della sua epoca per alcuni anni sul finire del XVII secolo.

## Biografia

### La famiglia
Era il figlio di Sir Edward Osborne, e della sua seconda moglie Anne Walmesley, già vedova di Thomas Middleton; quest'ultima era nipote di Henry Danvers, I conte di Danby. Thomas Osborne nacque nel 1632. Egli era nipote di sir Hewett Osborne e pronipote di sir Edward Osborne, sindaco della città di Londra.
Il padre di Osborne era stato uno strenuo difensore della politica dei Realisti durante la guerra civile inglese e fu anche vicepresidente del Council of the North. Il fratellastro maggiore di Thomas, Edward, rimase ucciso in un incidente nel 1638 quando il tetto della casa di famiglia dove abitavano gli crollò sul capo; secondo la leggenda di famiglia, Thomas sopravvisse in quanto al momento dell'incidente si trovava sotto un tavolo alla ricerca del proprio gatto. Suo padre non si riprese mai da questa tragedia.
Alla morte di suo padre Edward nel 1647, gli succedette al titolo di baronetto e nei suoi possedimenti nello Yorkshire. Dopo aver corteggiato senza successo sua cugina Dorothy Osborne, sposò infine lady Bridget, figlia di Montagu Bertie, II conte di Lindsey, nel 1651.

### La carriera

#### I primi anni
Fu introdotto alla vita pubblica da George Villiers, II duca di Buckingham. Nel 1661 è stato nominato sceriffo dello Yorkshire ed è stato, poi, eletto deputato per York nel 1665. Nel 1668 è stato nominato Tesoriere della Marina con Sir Thomas Lyttelton, e successivamente tesoriere unico.
È stato creato visconte Osborne dalla nobiltà scozzese, il 2 febbraio 1673. Il 19 giugno, in seguito alle dimissioni di Lord Clifford, è stato nominato Lord tesoriere e fatto barone Osborne di Kiveton e visconte Latimer dalla nobiltà d'Inghilterra, mentre il 27 giugno 1674 fu creato conte di Danby, quando ha ceduto il suo titolo nobiliare scozzese di Osborne per il suo terzogenito, Peregrine Osborne. Fu nominato lo stesso anno luogotenente del West Riding dello Yorkshire e nel 1677 è stato nominato Cavaliere della giarrettiera.
Nel 1673 si oppose a Carlo II e parlò contro la proposta di dare sollievo ai dissidenti. Nel giugno del 1675 firmò la carta di pareri redatti dai vescovi per il re, sollecitando l'applicazione rigida delle leggi contro i cattolici romani, il loro esilio completo dalla corte e la soppressione di conventicole.

#### A capo del movimento dei Realisti (1674–1678)

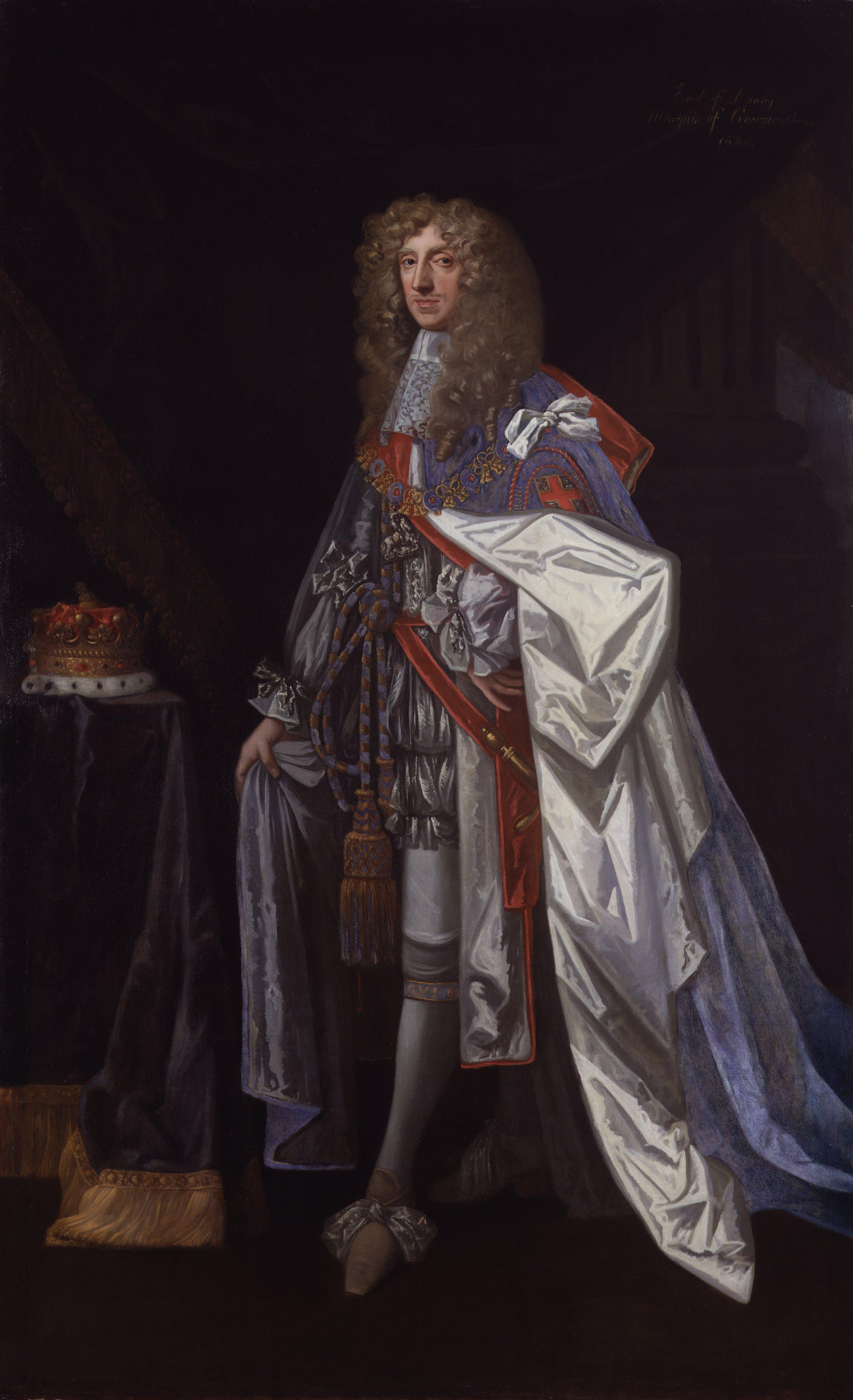
Thomas Osborne, lord Danby, dipinto durante il regno di Carlo II, da Peter Lely.

Lord Danby fu uno statista molto differente dal calibro degli altri membri del Ministero Cabal. Il suo principale obbiettivo fu senza dubbio il mantenimento e l'incremento della sua influenza nel partito realista, ma le sue ambizioni lo portarono comunque ad avere visioni politiche definite. Già membro del partito dei Cavalier, amico, confidente e corrispondente di John Maitland, I duca di Lauderdale, con lui condivise la volontà di rafforzare l'autorità regia nel regno d'Inghilterra. Egli fu ne contempo uno strenuo difensore della Chiesa d'Inghilterra, e quindi nemico di cattolici e dissentisti, nonché oppositore ai tolleranti. A lui viene spesso legata l'invenzione della "gestione parlamentare", lo sforzo cosciente di creare per la prima volta una vera e propria lobby di governo. Fece ampio uso dei favoritismi e li vide anche come un valido strumento per perseguire la politica reale. Nel 1677 scrisse "nulla è più necessario per il mondo che vederlo [il re] ricompensare e punire".

##### Politica e religione
Nel 1673 Osborne si oppose alla Royal Declaration of Indulgence emessa da Carlo II, supportando invece il Test Act, e parlò pubblicamente contro tale proposta. Nel giugno del 1675 firmò una richiesta, avallata anche dai vescovi anglicani d'Inghilterra, affinché il re forzasse delle leggi contro i cattolici, comprendendo il loro totale bando dalla corte e la soppressione di tutti i circoli ed associazioni filo-cattolici. Egli propose di istituire specifiche tasse per i cattolici ed il carcere a vita per i sacerdoti cattolici officianti in Inghilterra se non avessero ricusato la loro fede, accusandoli in caso contrario di tradimento nei confronti della nazione.
In quello stesso anno presentò al parlamento il Test Oath, ma anche questa misura estremista gli venne rifiutata dal governo. In particolare il sovrano si oppose al mantenimento di queste norme "anche con le forze di polizia, se necessario". Lord Danby, a quel punto, richiese che i dissidenti di ogni diocesi tornassero entro i confini dei territori delle medesime, fossero esse cattoliche o protestanti. Nel dicembre del 1676 riuscì a far emettere un proclama per la chiusura delle coffee houses dal momento che in esse si era soliti "diffamare il governo di Sua Maestà", decreto che ad ogni modo venne ritirato. Nel 1677, per assicurarsi che un monarca cattolico non tornasse più a sedere sul trono d'Inghilterra, presentò una proposta di legge secondo la quale l'educazione religiosa dei figli del sovrano sarebbe stata affidata a vescovi anglicani; anche questa misura, ad ogni modo, venne rigettata come estremista.

##### Politica estera
Nelle questioni estere, lord Danby mostrò un certo interesse nell'espansione del commercio inglese, nel credito e nel potere commerciale della nazione all'estero. Fu un nemico giurato dell'influenza del potere del papato e di Roma in Europa, come pure dell'ascendente francese. Come scrisse in un suo memoriale nell'estate del 1677, un ministro inglese avrebbe dovuto considerare solo l'interesse nazionale, spaziando esso dal commercio alla religione. Riuscì con successo a far terminare la guerra coi Paesi Bassi nel 1674, e mantenne una corrispondenza amichevole con Guglielmo d'Orange. Nel 1677, dopo due giorni di negoziati, superati tutti gli ostacoli, malgrado l'opposizione di Giacomo II d'Inghilterra e all'insaputa di Luigi XIV di Francia, organizzò il matrimonio tra Guglielmo e Maria che fu de facto il germe della Gloriosa Rivoluzione e dell'Act of Settlement.

### La caduta in disgrazia (1678–1688)
Le circostanze delle azioni di Thomas Osbone furono alla causa della sua caduta in disgrazia presso il sovrano. Sebbene la sua politica fosse sostanzialmente quella nazionale, lord Danby non riuscì mai a raggiungere con la nazione quella confidenza che egli desiderava raggiungere. Il suo personaggio non incuteva rispetto come si richiedeva ad uno statista. Carlo II gli disse di averlo nominato suo tesoriere in quanto egli aveva due soli amici al mondo, sé stesso ed il suo merito. Samuel Pepys disse di lui: "una persona che aveva tanto da perdere ma che comunque amava l'avventura" e anche "un mendicante con una rendita di 1100 o 1200 sterline all'anno, ma con proprietà del valore di più di 10.000 sterline". Egli seppe mantenersi al potere con la corruzione e con la gelosia reciproca tra i suoi nemici, escludendo spesso dai posti chiave del governo personaggi che, pur avendo palesemente doti per governare saggiamente, gli erano semplicemente opposti. Gilbert Burnet disse di lui: "il più odiato tra i ministri che un re abbia mai avuto".
John Evelyn, che lo conosceva bene, lo descrisse come "un uomo con dote eccellenti e naturali ma privo di generosità e gratitudine". Il conte di Shaftesbury, lo definì un "imbroglione, orgoglioso, ambizioso, vendicativo, falso". Pur assicurandosi solidi legami all'estero, in Inghilterra non seppe guadagnarsi sostenitori.

#### Impeachment
Nella nomina del nuovo segretario di stato, lord Danby aveva preferito sir William Temple, solido aderente alla sua politica anti-francese, a Ralph Montagu (poi duca di Montagu). Montagu, dopo una discussione con la duchessa di Cleveland, decise infine di licenziarsi dal servizio al re. Egli passò all'opposizione e, di concerto con Luigi XIV e Paul Barillon, l'ambasciatore francese in Inghilterra, che lo ricompensarono lautamente, iniziò a tramare un piano per la rovina di Osborne. Ottenuto un seggio in parlamento, Montagu riuscì a far leggere dallo speaker della Camera dei Comuni due lettere incriminanti scrittegli da lord Danby. La Camera, da subito, richiese l'impeachment di lord Danby. Al piè di pagina di ciascuna lettera compariva inoltre un poscritto del re "Io approvo questa lettera. C.[arolus] R.[ex]", scritte di pugno dal sovrano; queste ultime postille furono ad ogni modo ignorate per non coinvolgere anche il sovrano direttamente nello scandalo.
Lord Danby venne accusato di aver assunto delle prerogative reali senza il consenso del sovrano, trattando questioni di pace e di guerra senza che il Consiglio di Stato ne fosse a conoscenza; venne inoltre accusato di aver cercato di organizzare un esercito privato per una guerra con la Francia, oltre al fatto di aver ostruito il lavoro del parlamento con la corruzione e falsità. Nella questione del "Popish Plot" che egli stesso relazionò al parlamento, in un primo momento il conte di Danby aveva espresso fiducia nelle dichiarazioni rese da Titus Oates, ma ora era accusato di aver "organizzato il complotto a tavolino". Venne riconosciuto colpevole dalla Camera dei Comuni; la Camera dei Lords invece continuò a discutere sul suo caso per qualche tempo dal momento che molti erano contrari a coinvolgere in un impeachement un servitore della Corona che stava portando avanti la politica nazionale: Charles Dormer, II conte di Carnarvon, in un breve discorso, ricordò ai suoi colleghi alla camera dei lords quanti dei loro predecessori avevano richiesto degli impeachments, solo per finirne poi coinvolti loro stessi in fatti simili. Nel marzo del 1679, dopo lo scioglimento del parlamento precedente, un nuovo parlamento si dimostrò ostile a Osborne, ed egli fu costretto a dimettersi dalla tesoreria nazionale; il sovrano ad ogni modo gli garantì la grazia e addirittura la promozione al titolo di marchese. Alcuni alla camera dei lords, ad ogni modo, videro l'avanzamento di Osborne come una ricompensa per il tradimento condotto nel coprire la figura del sovrano. Il parlamento alla fine votò per bandire Osborne dal governo e quando egli fece ritorno a Londra il 21 aprile per protestare contro le misure applicate alla sua persona, venne arrestato e rinchiuso nella Torre di Londra. Nella sua difesa scritta, egli rimarcò il perdono ricevuto del re, ma il 5 maggio 1679, venne dichiarato illegale dalla Camera dei Comuni.
Lord Danby rimase in carcere per cinque anni e intanto continuarono a circolare una serie di pamphlet che lo riavvicinavano al Popish Plot, accusandolo persino dell'assassinio di sir Edmund Berry Godfrey. Il 12 febbraio 1684 venne infine deliberato il suo rilascio dietro pagamento di una cauzione di 40.000 sterline. Il giorno stesso della sua liberazione si portò in visita al re.

### Il ritorno a corte sotto Guglielmo III (1688-1702)

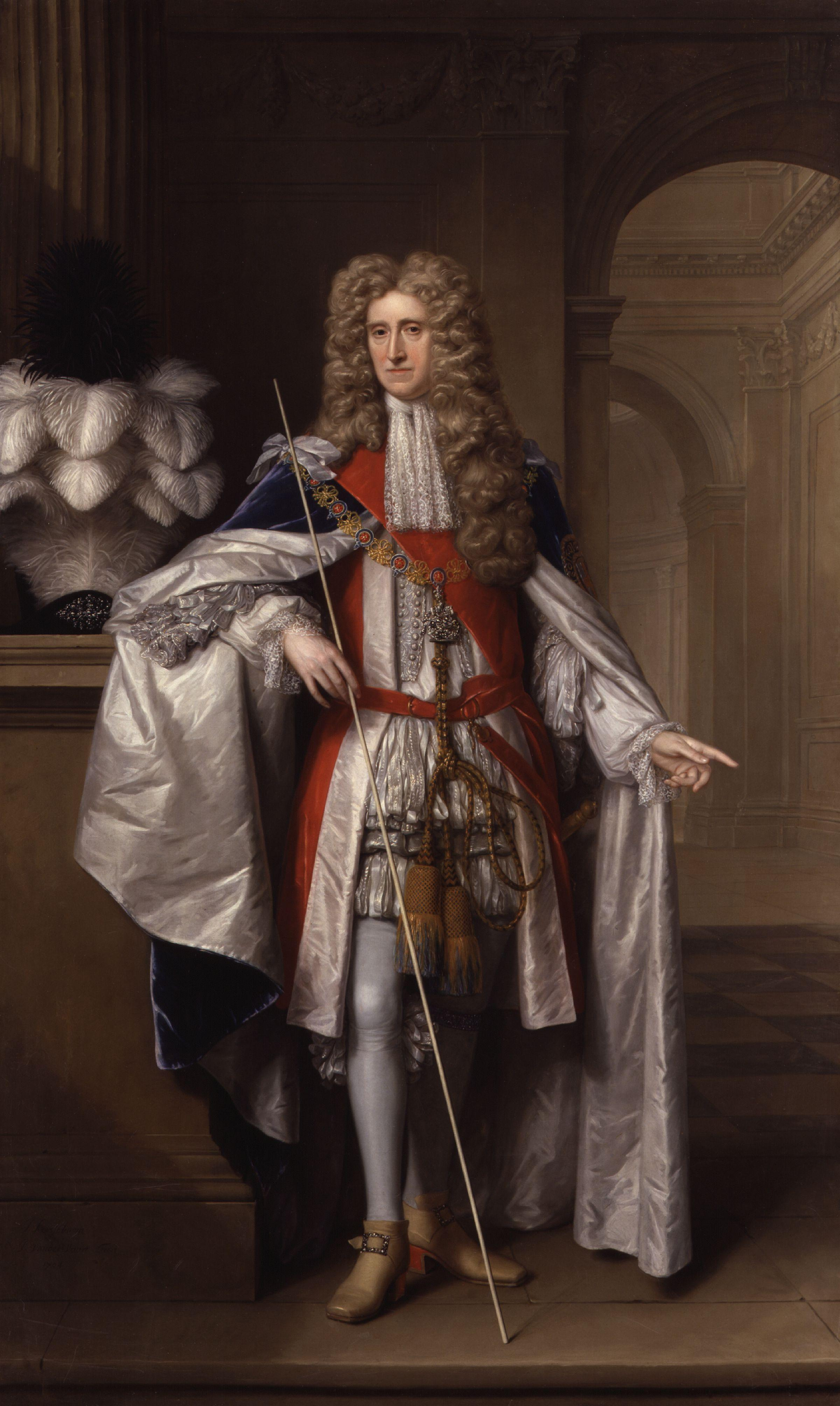
Il duca di Leeds in un ritratto del 1704 eseguito da Johann Kerseboom e da Jan van der Vaart.

Nel 1685, con l'ascesa di Giacomo II d'Inghilterra, Osborne poté riprendere il suo posto alla Camera dei lord come leader del partito Tory. Pur essendo un sostenitore del principio ereditario di successione, si trovò sempre più opposto alla politica di Giacomo II, ed in particolare agli attacchi che il sovrano rivolgeva continuamente all'anglicanesimo, iniziando sempre più a rivolgere la sua attenzione all'estero.
Nel giugno del 1687 venne visitato da Dykvelt, agente personale di Guglielmo d'Orange, e successivamente decise di scrivere a Guglielmo per assicurargli il suo supporto se avesse voluto intraprendere delle azioni in Inghilterra. Il 30 giugno 1688, fu uno dei sette capi della rivoluzione che firmò l'invito fatto pervenire a Guglielmo d'Orange. Nel mese di novembre, occupò York per conto di Guglielmo, e fece ritorno a Londra per incontrarlo il 26 dicembre. Egli in un primo momento, ad ogni modo, pensò che il sovrano non volesse reclamare la corona per sé, ma che si sarebbe limitato a svolgere il ruolo di principe consorte, ma successivamente dovette ricredersi in quanto la sua proposta venne bocciata anche dalla stessa sovrana che, assieme ad Halifax ed alla Camera dei Comuni, sostenne il regno congiunto del re e della regina.

#### Frizioni col governo Whig
La posizione di Osborne era risultata ancora una volta vincente, in quanto il nuovo sovrano da subito si era sentito con lui particolarmente in debito per tutto quanto aveva fatto per la sua causa. Il 20 aprile 1689, Guglielmo III lo creò marchese di Carmarthen e luogotenente delle tre circoscrizioni dello Yorkshire. Fu, tuttavia, ancora fortemente contrario al governo Whig, e Guglielmo lo nominò Lord Presidente del Consiglio nel febbraio 1689. Non riuscì a nascondere il suo disappunto e la sua delusione, che vennero aumentati con la nomina di Halifax al ruolo di Lord del Sigillo Privato.
Decise di ritirarsi a vita privata in campagna, presenziando sempre più raramente alle riunioni del consiglio. Nei mesi di giugno e luglio, i movimenti sono stati effettuati in Parlamento per la sua rimozione, ma nonostante la sua impopolarità, al momento del pensionamento di Halifax nel 1690, ha di nuovo acquisito il potere di capo dello stato, che ha mantenuto fino al 1695.

#### Consigliere della Regina e il ritorno alla ribalta
Nel 1690, durante l'assenza di Guglielmo in Irlanda, Carmarthen venne nominato capo consigliere della regina Maria II. Nel 1691, nel tentativo di compromettere Halifax in uno scandalo, lord Danby si screditò da solo dando fiducia alle parole di un informatore di nome Fuller, ben presto rivelatosi un impostore.
Il 4 maggio 1694 fu creato duca di Leeds. Fu accusato ingiustamente di giacobitismo. Nel mese di aprile 1695, è stato messo sotto accusa ancora una volta dai Comuni per aver ricevuto una tangente di 5000 ghinee per procurarsi una nuova carta per la Compagnia delle Indie Orientali. In sua difesa, pur negando di aver ricevuto i soldi, Leeds non cercò di nascondere il fatto che secondo la sua esperienza è stata un'abitudine riconosciuta e universale nel mondo degli affari pubblici, e che lui stesso aveva svolto un ruolo fondamentale per ottenere i soldi per gli altri. Nel frattempo il suo servo, che si diceva essere stato l'intermediario tra il Duca e la Società, fuggì dal paese, e non essendoci nessuna prova per condannarlo, il processo cadde.
Nel maggio 1695, a Danby fu ordinato di cessare la sua partecipazione al consiglio. Tornò in ottobre ma non fu incluso tra i Lords Justices nominati reggenti durante l'assenza di William in quell'anno. A novembre gli fu concesso un DCL dall'Università di Oxford. A dicembre divenne commissario al commercio e nel dicembre 1696 governatore della Royal Fishery Company. Si oppose all'accusa di Sir John Fenwick, ma sostenne l'azione intrapresa dai membri di entrambe le Camere in difesa dei diritti di William nello stesso anno. Nel 1698 intrattenne lo zar Pietro il Grande a Wimbledon. Aveva da tempo perso la vera direzione degli affari, e nel 1699 fu costretto a ritirarsi dall'ufficio e dalla luogotenenza dello Yorkshire.

### Il ritiro dalla vita pubblica e gli ultimi anni (1702–1712)
Durante il regno della regina Anna di Gran Bretagna, ormai anziano, il duca di Leeds venne descritto come "un gentiluomo ammirevole, con grandi conoscenze ed esperienza negli affari del paese, ma di reputazione pessima." Pur ritiratosi ormai perlopiù a vita privata, continuò a prendere parte attiva nella politica inglese della sua epoca. Zelante uomo di chiesa e fedele protestante, continuò su questo fronte ad avere un certo seguito. Nel 1705 supportò una mozione nella quale si asseriva che la Chiesa d'Inghilterra si trovava in pericolo ed umiliò Thomas Wharton, I marchese di Wharton, che cercò di opporvisi, ricordandogli come egli avesse provato ad utilizzare il pulpito della chiesa per risolvere le proprie questioni personali. Nel 1710, nel caso di Henry Sacheverell, parlò in difesa del diritto ereditario. Nel novembre di quell'anno ottenne una pensione di 3500 sterline annue, ed ancora nel 1711 a ottant'anni di età venne visto come uno dei principali competitori per l'incarico politico di Lord Privy Seal.
Morì il 26 luglio 1712 a Easton Neston, nel Northamptonshire. Venne sepolto nella cappella della famiglia Osborne presso la All Hallows Church di Harthill, nello Yorkshire meridionale.
I suoi titoli e possedimenti passarono al maggiore dei figli sopravvissutigli, Peregrine (1659–1729), ufficiale di marina.

## Matrimonio

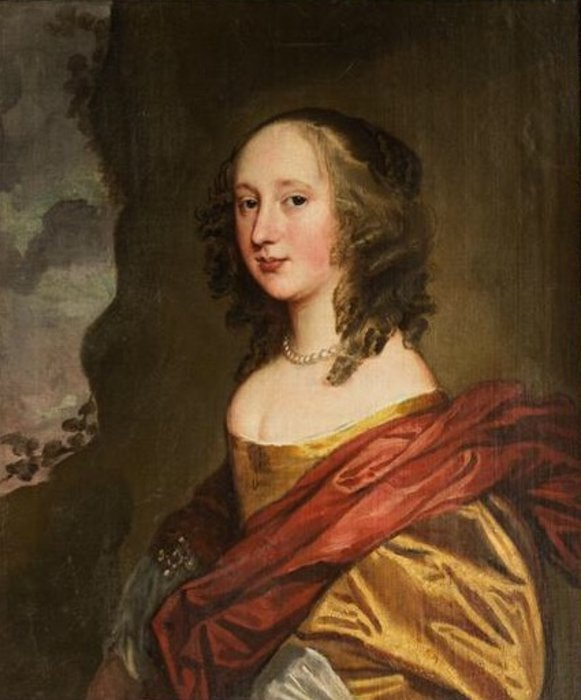
Bridget Bertie, duchessa di Leeds

Nel 1651 sposò Lady Bridget, figlia di Montagu Bertie, II conte di Lindsey. Ebbero nove figli:
- Edward Osborne, Visconte Latimer (1655 - gennaio 1689), sposò Elizabeth Bennet, non ebbero figli;
- figlio (1657?);
- Lady Anne Osborne (1657-1722), sposò in prime nozze Robert Coke di Holkham ed ebbero figli. Sposò in seconde nozze Horatio Walpole, non ebbero figli;
- Peregrine Osborne, II duca di Leeds (1659-1729);
- Lady Bridget Osborne (? - 9 maggio 1718), sposò in prime nozze Charles FitzCharles, I conte di Plymouth, non ebbero figli. Sposò in seconde nozze Philip Bisse;
- Lady Catherine Osborne, sposò l'On. James Herbert ed ebbero figli;
- Lady Sophia Osborne (1661 - 8 dicembre 1746), sposò in prime nozze Donough O'Brien, Lord Ibrackan, non ebbero figli. Sposò in seconde nozze William Fermor, I Barone di Leominster ed ebbero figli;
- Lady Martha Osborne (1664 - 11 settembre 1689), sposò, il 22 maggio 1678, Charles Granville, II conte di Bath, non ebbero figli;
- figlia, morta nell'infanzia.